# Ministerio de Ciencia, Tecnología, Conocimiento e Innovación de Chile
El Ministerio de Ciencia, Tecnología, Conocimiento e Innovación (MinCiencia) es el ministerio de Estado de Chile encargado de estructurar, impulsar, coordinar y promover las actividades de ciencia, humanidades y desarrollo tecnológico en todas sus etapas, a fin de contribuir al desarrollo sustentable y al bienestar social del país. Entró como reemplazo de la Comisión Nacional de Investigación Científica y Tecnológica, que estaba a cargo del Ministerio de Educación. El actual ministro de la cartera es Aldo Valle Acevedo, quien asumió el cargo el 25 de julio de 2025, actuando bajo el gobierno de Gabriel Boric.
Fue creado durante el segundo gobierno del presidente Sebastián Piñera mediante la ley 21.105, promulgada el 27 de julio de 2018 y publicada en el Diario Oficial el 13 de agosto del mismo año. Según la norma, el presidente de la República tuvo un año para fijar la fecha en la que comenzó en funcionamiento el ministerio y que reemplazó a la Comisión Nacional de Investigación Científica y Tecnológica y los Consejos Superiores de Ciencia y de Desarrollo Tecnológico.

## Historia
El ministerio nace a partir de una necesidad nacional de una institución que logre coordinar los esfuerzos en ciencia y tecnología. Actualmente en Chile se señala que existe una baja organización científica y social de la ciencia y tecnología, la baja inversión económica estatal (0.34% del PIB en 2018) y la institucionalidad política del conocimiento generado por la investigación en Chile. Investigadores y científicos nacionales han marchado en 2017 y 2018 demandando mejoras a la ciencia y tecnología desde el gobierno.

### Inicio de funciones
El 1 de octubre de 2019 el ministerio comenzó a funcionar oficialmente, contando para el 2019 con 45 funcionarios de planta que incluyen al ministro, la subsecretaria los funcionarios que ayudaron a formar el ministerio, así como también cinco SEREMIs que fueron nombrados por el Presidente de Chile; y para 2020 contó con cerca de 100 funcionarios, entre ellos los transferidos desde la subsecretaría de Economía y la subsecretaría de educación. Las oficinas del ministerio originalmente estuvieron en el Palacio de La Moneda.
Desde el 14 de octubre el ministerio comenzó a trabajar en la primera Política Nacional de Ciencia, Tecnología, Conocimiento e Innovación. Por otra parte, el 1 de noviembre el ministerio contó con su sitio web.

### Anuncio del ministro
Posteriormente al anuncio de la promulgación de la ley que crea el ministerio, existieron muchos comentarios públicos sobre quien podía ser el nuevo ministro de la cartera; entre los nombres más mencionados se hallaban Hernán Cheyre, director de emprendimiento de la Universidad del Desarrollo, Álvaro Fischer, miembro del Consejo Nacional de Innovación para el Desarrollo, Mónica Rubio, astrónoma chilena de la Universidad de Chile y Mario Hamuy, actual presidente del CONICYT.
El 17 de diciembre de 2018, durante el segundo gobierno del presidente Sebastián Piñera, el mandatario anunció en el Palacio de La Moneda que el neurobiólogo Andrés Couve Correa será el primer ministro, mientras que la bióloga y directora ejecutiva de la Iniciativa Científica Milenio, Carolina Torrealba, fue designada como la subsecretaria de la cartera.

### Operación
En junio de 2021 el ministerio se trasladó desde sus oficinas en el Palacio de la Moneda hacia su nueva ubicación en Calle Morandé, a una cuadra del palacio presidencial.

## Funciones
Acorde a lo dictado por la ley que crea el ministerio, el principal trabajo de este es asesorar y colaborar con el presidente de la República en la redacción y aplicación de políticas, planes y programas que fomenten y fortalezcan la ciencia, tecnología y la innovación que surge desde la investigación, con el propósito de contribuir al desarrollo nacional, fortalecimiento del patrimonio cultural, educativo, social y económico en las diversas escalas territoriales. Además, el ministerio debe buscar los métodos para coordinar las normativas nacionales que promuevan la investigación así como de incorporar el conocimiento generado por la innovación científica-tecnológica en el desarrollo de las políticas públicas y en iniciativas público-privadas.
Por otra parte, también tiene la responsabilidad de fomentar la creación de infraestructura e instituciones, la formación de profesionales y la inserción de estos en el medio público y/o privado, fomentar la publicación y vinculación de las investigaciones en curso con el medio, promover la formación de cultura científica así como la valoración y comunicación de esta, fomentar la participación equitativa de géneros, hacerse cargo de los tratados internacionales, la investigación y desarrollo espacial, preservación del patrimonio científico y tecnológico nacional, entre otros.
Para poder lograr esto, el ministerio puede proponer normativas públicas, solicitar investigaciones, entregar reconocimientos, desarrollar actividades enfocadas en la difusión científica, mantener una base de datos sobre la producción y financiamiento científico y tecnológico en el país, desarrollar estándares nacionales en cuanto a la infraestructura e investigación, entre otras atribuciones.

## Organización
- Ministro/a de Ciencia, Tecnología, Conocimiento e Innovación.
- Subsecretaría de Ciencia, Tecnología, Conocimiento e Innovación de Chile, de la cual dependen:
  - Secretarías Regionales Ministeriales de Ciencia, Tecnología, Conocimiento e Innovación.[nota 1]
    - Las cinco macrozonas son Antofagasta, Valparaíso, Concepción, Valdivia y Punta Arenas.[17]

  - Consejo Asesor del Ministerio de Ciencia, Tecnología, Conocimiento e Innovación
- Agencia Nacional de Investigación y Desarrollo de Chile[nota 2][17]
  - Fondo Nacional de Desarrollo Científico y Tecnológico (Fondecyt)
- Consejo Nacional de Ciencia, Tecnología, Conocimiento e Innovación para el Desarrollo
- Comité Interministerial de Ciencia, Tecnología, Conocimiento e Innovación

## Lista de ministros
- Partidos:

     – Independiente (Ind.)
     – Partido Comunista de Chile (PCCh)
     – Convergencia Social (CS)
     – Revolución Democrática (RD)
     – Frente Amplio (FA)
| N°. | Ministro | Ministro                  | Partido    | Inicio                  | Final                   | Presidente | Presidente                 |
| --- | -------- | ------------------------- | ---------- | ----------------------- | ----------------------- | ---------- | -------------------------- |
| 1   |          | Andrés Couve Correa       | Ind.       | 17 de diciembre de 2018 | 11 de marzo de 2022     |            | Sebastián Piñera Echenique |
| 2   |          | Flavio Salazar Onfray     | PCCh       | 11 de marzo de 2022     | 6 de septiembre de 2022 |            | Gabriel Boric Font         |
| 3   |          | Silvia Díaz Acosta        | Ind. - PPD | 6 de septiembre de 2022 | 10 de marzo de 2023     |            | Gabriel Boric Font         |
| 4   |          | Aisén Etcheverry Escudero | RD         | 10 de marzo de 2023     | 22 de julio de 2025     |            | Gabriel Boric Font         |
| 4   | FA       | Aisén Etcheverry Escudero |            | 10 de marzo de 2023     | 22 de julio de 2025     |            | Gabriel Boric Font         |
| 5   |          | Aldo Valle Acevedo        | Ind.-PS    | 25 de julio de 2025     | En el cargo             |            | Gabriel Boric Font         |

### Redes sociales
- Ministerio de Ciencia, Tecnología, Conocimiento e Innovación en X (antes Twitter)
- Ministerio de Ciencia, Tecnología, Conocimiento e Innovación en Instagram
- Ministerio de Ciencia, Tecnología, Conocimiento e Innovación en Facebook
- Ministerio de Ciencia, Tecnología, Conocimiento e Innovación en Flickr

- Datos: Q56197811
- Multimedia: Ministry of Science, Technology, Knowledge and Innovation (Chile) / Q56197811